# Venefica
Venefica is een geslacht van straalvinnige vissen uit de familie van toveralen (Nettastomatidae). Het geslacht is voor het eerst wetenschappelijk beschreven in 1892 door Jordan & Davis.

## Soorten
- Venefica multiporosa Karrer, 1982
- Venefica ocella Garman, 1899
- Venefica proboscidea (Vaillant, 1888)
- Venefica procera (Goode & Bean, 1883)
- Venefica tentaculata Garman, 1899